# جرثقیل سقفی

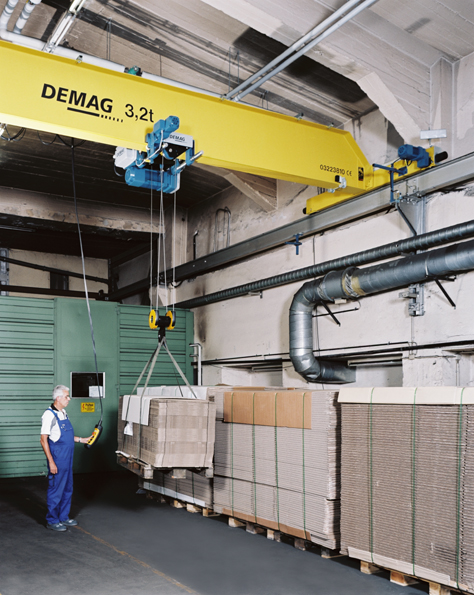
نمایی از یک جرثقیل سقفی

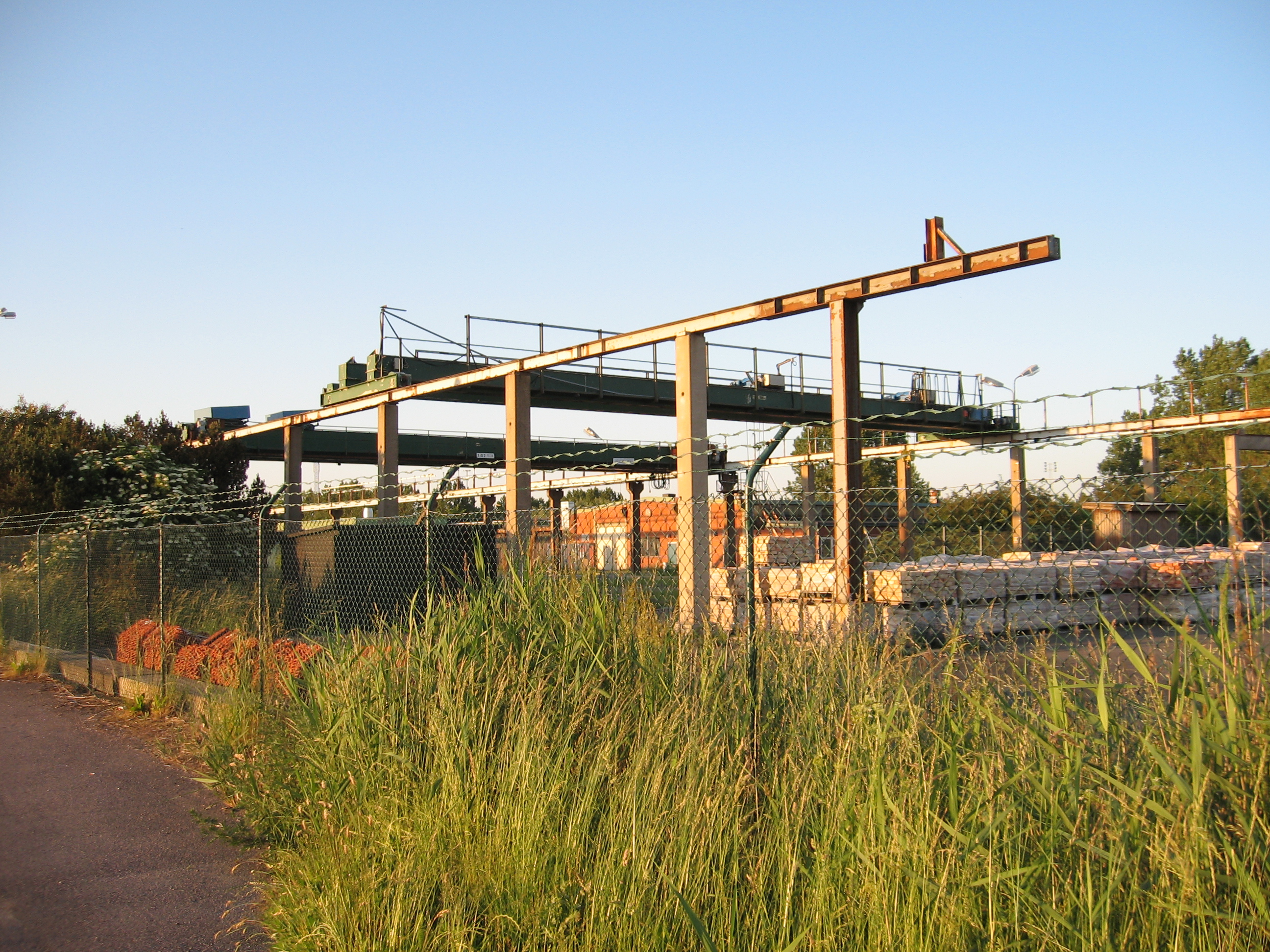
نمایی از یک جرثقیل سقفی در فضای باز

جرثقیل سقفی (به انگلیسی: Overhead crane) برای جابجایی بار در انبارها و سالن‌های صنعتی کاربرد دارد. این جرثقیل معمولاً دارای دو ریل موازی است که به صورت افقی در طول سالن جرثقیل به صورت (محدود در شش جهت) بر روی آن حرکت می‌کند.

## انواع

### جفت پل | دو پل
کاربرد و مزایا جرثقیل سقفی جفت پل(دو پل):
جرثقیل‌های سقفی جفت پل یا دو پل بهترین راه حل برا ی جابجایی مواد در سالن‌هایی است که دهانه و ظرفیت بیشتری مورد نیاز می‌باشد و با این نوع جرثقیل‌ها از ارتفاع بیشتری می‌توانید استفاده کنید و با پیشنهادهای مهندسی و ساخت سازه مطابق استاندارد و با وزن مرده کم می‌توانید بهترین استفاده را نیز از لحاظ اقتصادی ببرید، همچنین دیگر مزیت این نوع جرثقیل‌ها این است که با وجود راهروی انتخابی در بدنه جرثقیل علاوه بر سهولت در دسترسی و امکان تعمیر قطعات کالسکه (ترولی)، امکان مناسبی برای تعمیر و تعویض لامپ‌های سالن، تأسیسات گرمایشی سالن و خطوط برق‌رسان را نیز فراهم می‌کند و معمولاً در تناژهای بالای ۱۰تن مورد استفاده قرار می‌گیرد.

### تک پل
کاربرد و مزایا جرثقیل سقفی تک پل:
جرثقیل‌های سقفی تک پل خواسته‌های شما را با بالاترین کیفیت تأمین می‌کند و همچنین با ساخت سازه مطابق استاندارد و با وزن مرده کم، هزینه‌های اضافی شما را کاهش می‌دهد و این امر باعث می‌شود فشار وارد بر ریل‌های سالن کمتر شود و هزینه کمتری جهت طراحی ساختمان سوله در نظر گرفته شود و از لحاظ ابعاد هندسی و پارامترهای مهندسی بهترین طراحی را شامل می‌شود، در نتیجه با حرکت‌های ویژه‌ای که این نوع جرثقیل خواهد داشت، تمامی نقطه نظرات شما را برآورده می‌کند.

### آویز
کاربرد و مزایا جرثقیل آویز:
جرثقیل‌های آویز به سادگی بر روی سقف سالن قرار می‌گیرند، به‌طوری‌که چنانچه شما امکان نصب ستون‌ها و تیرهای حمال‌ها را ندارید، با استفاده از این نوع جرثقیل‌ها می‌توانید نیاز جا به جایی خود را تأمین سازید، لذا می‌توانید از فضای ورودی سالن، داخل انبار و حتی نقاط ویژه انبار که مورد نیاز است، برای جابه‌جایی تولیدات خود بیشتر استفاده کنید، ضمناً با استفاده از این نوع جرثقیل‌ها امکان جابه جایی بالابر از مسیری به مسیر و ریلی دیگر و در نتیجه دسترسی به نقاط مورد نظرتان فراهم می‌گردد
جرثقیل‌های آویزی که به تیر حمال نیاز ندارند در صنعت به مونو ریل مشهورند و در دو نوع مستقیم و منحنی طراحی و ساخته می‌شوند.

### جرثقیل دروازه‌ای
جرثقیل دروازه‌ای جهت جابجایی بار در محیط‌های باز و در داخل سالن‌ها کاربرد دارند. جرثقیل دروازه‌ای قابلیت نصب بالابرهای سیم بکسلی تک و دو پل در گروه‌های کاری مختلف را دارا می‌باشد.

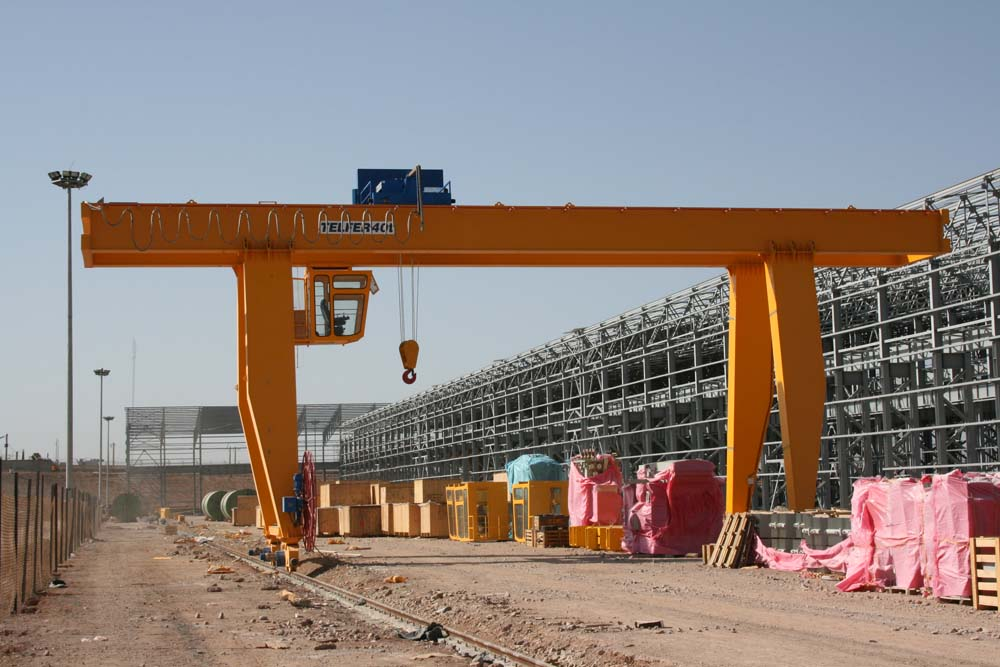
نمایی از جرثقیل دروازه‌ای در محیط باز

### جرثقیل بازوئی
این نوع جرثقیل از یک محور گردان و بوم تشکیل شده‌است که کالسکه و سیستم بالابری روی آن حرکت می‌کند. قسمت گردان می‌تواند روی یک دکل که روی زمین نصب شده، بگردد که در این صورت می‌تواند ۳۶۰ درجه چرخش داشته باشد یا روی بخشی از سازه نصب گردد که معمولاً تا ۱۸۰ درجه قابلیت چرخش خواهد داشت.

## نصب جرثقیل سقفی

### مراحل نصب جرثقیل سقفی
نصب جرثقیل سقفی فرآیندی پیچیده به شمار می‌آید و از چندین مرحله تشکیل شده است. برای دریافت بهترین خروجی در هر مرحله، به افراد متخصصی نیاز داریم که بتوانند فرایند نصب را به تخصصی‌ترین شکل ممکن انجام دهند. در ادامه به معرفی 4 مرحله کلی از مراحل نصب می‌پردازیم.

#### مرحله اول: آماده‌سازی محل نصب
گام نخست در نصب، آماده‌سازی محل نصب است. پس از بررسی و تایید نقشه‌های مهندسی پروژه توسط کارشناسان، محاسبه و تعیین ظرفیت باربری انجام می‌شود. در ادامه، بستر و فونداسیون طبق نقشه‌های مهندسی و با استفاده از مصالح مناسب آماده‌سازی می‌شود. نصب ریل‌ها و تیرهای حمال که جرثقیل بر روی آن‌ها حرکت می‌کند، آخرین گام در این مرحله است.

#### مرحله دوم: مونتاژ جرثقیل
پس از آماده‌سازی محل نصب، قطعات جرثقیل به محل منتقل شده و مونتاژ می‌شوند. این فرآیند شامل مونتاژ اجزای اصلی و اجزای جانبی است. مونتاژ جرثقیل باید طبق دستورالعمل‌های استاندارد و توسط افراد متخصص و باتجربه انجام شود. استفاده از نیروی کار ماهر و متخصص در این مرحله، از بروز خطرات احتمالی هنگام نصب جلوگیری می‌کند.

#### مرحله سوم: تست و راه اندازی
برای اطمینان از عملکرد صحیح و ایمنی جرثقیل سقفی، تست‌های بار ایستا و دینامیکی انجام می‌شود. همچنین تنظیم و کالیبراسیون سیستم‌های جرثقیل برای کارکرد صحیح و بدون خطای آن ضروری است.

#### مرحله چهارم: بازرسی و صدور گواهینامه
پس از نصب و رفع ایرادات احتمالی، بازرسی نهایی توسط ناظران و متخصصان فنی انجام می‌شود. این بازرسی به منظور اطمینان از صحت عملکرد و انطباق جرثقیل با استانداردهای ایمنی صورت می‌گیرد. در صورت تایید نهایی، گواهینامه ایمنی برای جرثقیل صادر می‌شود و امکان استفاده از آن در پروژه‌های عمرانی فراهم می‌شود.
جرثقیل‌های سقفی به دلیل کارایی بالا، ایمنی مناسب و توانایی جابجایی دقیق بار در سه بعد (طول، عرض و ارتفاع)، به یکی از اجزای جدایی‌ناپذیر در خطوط تولید، انبارها، کارگاه‌های ساختمانی و مونتاژ تبدیل شده‌اند. این دستگاه‌ها در انواع مختلفی از جمله جرثقیل سقفی تک پل و جرثقیل سقفی جفت پل (برای بارهای سنگین‌تر) و جرثقیل سقفی آویز (برای استفاده بهینه از فضای زیر سقف و کنار ستون‌ها) طراحی و ساخته می‌شوند که هر کدام مزایا و کاربردهای خاص خود را دارند و می‌توانند نیازهای متنوع صنایع را برآورده سازند که جرثقیل سققی ایمن افزار کران یکی از این انتخاب می باشد. انتخاب صحیح نوع جرثقیل سقفی، متناسب با ظرفیت، ابعاد سوله و نوع کاربری، نقش مهمی در بهینه‌سازی فرآیندهای صنعتی و افزایش بهره‌وری ایفا می‌کند.

## نگارخانه
|  |  |  |  |